# تپه شهر سوخته ۱۴
تپه شهرسوخته۱۴ مربوط به هزاره سوم و ۲ قم است و در شهرستان زابل، ۴/۲ کیلومتری شمال پایگاه شهر سوخته واقع شده و این اثر در تاریخ ۲۴ اسفند ۱۳۸۳ با شمارهٔ ثبت ۱۱۴۸۲ به‌عنوان یکی از آثار ملی ایران به ثبت رسیده است.